# Brave (Marillion)
Brave è il settimo album in studio del gruppo musicale britannico Marillion, pubblicato il 7 febbraio 1994 dalla EMI.

## Descrizione
Dopo aver registrato tutti i pezzi presso lo Chateau Marouatte in Francia, i Marillion tornarono in madrepatria alla ricerca dell'idea giusta per i testi. Il frontman Steve Hogarth rimase colpito da una storia ascoltata alla radio che riguardava una ragazza trovata in stato confusionale dalla polizia sul ponte Severn Bridge. Tale fatto di cronaca ispirò i testi di tutto il disco, trasformandolo in un concept album.
Brave è diventato anche un cortometraggio low budget diretto da Richard Stanley, disponibile in DVD.

## Tracce
Testi di Steve Hogarth e John Helmet, musiche dei Marillion.

### Edizione standard

#### CD/MC
1. Bridge – 2:52
2. Living with the Big Lie – 6:46
3. Runaway – 4:41
4. Goodbye to All That – 12:26
5. Hard as Love – 6:42
6. The Hollow Man – 4:08
7. Alone Again in the Lap of Luxury – 8:13
8. Paper Lies – 5:49
9. Brave – 7:54
10. The Great Escape – 6:29
11. Made Again – 5:02

CD bonus nella riedizione del 1998
1. The Great Escape (Orchestral Version) – 5:18
2. Marouatte Jam – 9:44
3. The Hollow Man (Acoustic) – 4:10
4. Winter Trees – 1:47
5. Alone Again in the Lap of Luxury (Acoustic) – 2:43
6. Runway (Acoustic) – 4:27
7. Hard as Love (Instrumental) (Previously Unreleased) – 6:48
8. Living with the Big Lie (Previously Unreleased Demo) – 5:12
9. Alone Again in the Lap of Luxury (Previously Unreleased Demo) – 3:17
10. Dream Sequence (Previously Unreleased Demo) – 2:36
11. The Great Escape (Spiral Remake) – 32:26 – contiene la traccia fantasma The Entertainer

#### 2 LP
- Lato A

1. Bridge – 2:55
2. Living with the Big Lie – 6:46
3. Runaway – 4:49
4. Goodbye to All That – 0:49

- Lato B

1. Goodbye to All That (Continued) – 11:51
2. Hard as Love – 6:41
3. The Hollow Man – 4:08

- Lato C

1. Alone Again in the Lap of Luxury – 8:13
2. Paper Lies – 5:47
3. Brave – 7:56

- Lato D

1. The Great Escape – 6:30
2. Made Again – 5:02
3. The Great Escape (Spiral Remake) – 5:48 – traccia fantasma
4. [unlisted water noises] – 5:58 – traccia fantasma

### Edizione deluxe
Disc 1 – Brave (2018 Steven Wilson Remix)
1. Bridge – 2:58
2. Living With the Big Lie – 6:45
3. Runaway – 4:43
4. Goodbye to All That/Wave/Mad/The Opium Den/The Slide/Standing in the Swing – 12:26
5. Hard as Love – 6:45
6. The Hollow Man – 4:08
7. Alone Again in the Lap of Luxury/Now Wash Your Hands – 8:14
8. Paper Lies – 5:51
9. Brave – 7:53
10. The Great Escape/The Last of You/Fallin' from the Moon – 6:34
11. Made Again – 5:03

Disc 2 – Brave (Dave Meegan Original Album Mix)
1. Bridge – 2:53
2. Living with the Big Lie – 6:46
3. Runaway – 4:41
4. Goodbye to All That/Wave/Mad/The Opium Den/The Slide/Standing in the Swing – 12:27
5. Hard As Love – 6:42
6. The Hollow Man – 4:08
7. Alone Again in the Lap of Luxury/Now Wash Your Hands – 8:13
8. Paper Lies – 5:48
9. Brave – 7:56
10. The Great Escape/The Last of You/Fallin' from the Moon – 6:30
11. Made Again – 5:02

Disc 3 – Live at La Cigale (29/4/1994) (2018 Michael Hunter Remix)
1. River – 2:02
2. Bridge – 3:34
3. Living with the Big Lie – 6:48
4. Runaway – 4:45
5. Goodbye to All That – 0:41
6. Wave – 1:21
7. Mad – 1:36
8. The Opium Den – 2:26
9. The Slide – 4:09
10. Standing in the Swing – 2:11
11. Hard As Love – 6:57
12. The Hollow Man – 4:33
13. Alone Again in the Lap of Luxury – 6:45
14. Now Wash Your Hands – 1:15
15. Paper Lies – 5:27
16. Brave – 8:46
17. The Great Escape/The Last of You/Fallin' from the Moon – 9:35
18. Made Again – 5:31

Disc 4 – Live at La Cigale (29/4/1994) (2018 Michael Hunter Remix)
1. Cover My Eyes (Pain and Heaven) – 4:03
2. Sláinte Mhath – 4:57
3. No One Can – 4:49
4. Sympathy – 3:32
5. Easter – 6:18
6. Garden Party – 7:19
7. Waiting to Happen – 5:05
8. Hooks in You – 2:47
9. The Space... – 7:11

Disc 5 BD
- Brave (2018 Steven Wilson Remixes)

1. 96/24 LPCM Stereo Remix – 71:20
2. 96/24 DTS Master Audio 5.1 Mix – 71:20
3. 96/24 LPCM 5.1 Mix – 71:20

- Bonus Track

1. The Great Escape (Spiral Remake)

- Documentary

1. It All Began with the Bright Light - Recollections of Brave

- Promo Films

1. The Great Escape
2. The Hollow Man
3. Alone Again in the Lap of Luxury

## Formazione
Gruppo
- Steve Hogarth – voce, arrangiamento, tastiera e percussioni aggiuntive, cori
- Steve Rothery – chitarra, arrangiamento
- Pete Trewavas – basso, arrangiamento, cori
- Mark Kelly – tastiera, arrangiamento, cori
- Ian Mosley – batteria, arrangiamento, percussioni

Altri musicisti
- Dave Meegan – arrangiamento
- Tony Halligan – uilleann pipes
- Liverpool Philharmonic – violoncello, flauto
- Darryl Way – arrangiamenti orchestrali (traccia 10-B)

Produzione
- Dave Meegan – produzione, ingegneria del suono
- Marillion – produzione
- Chris Hedge – assistenza tecnica
- Michael Hunter – assistenza tecnica
- Andrea Wright – assistenza tecnica presso i Parr Street
- Niall Flynn – assistenza tecnica presso i Sarm West